# When Angels & Serpents Dance
| Оценки критиков     | Оценки критиков |
| Источник            | Оценка          |
| ------------------- | --------------- |
| The Album Project   | [ 1 ]           |
| Allmusic            | [ 2 ]           |
| antiMusic           | [ 3 ]           |
| CBN                 | [ 4 ]           |
| CCM Magazine        | [ 5 ]           |
| Christianity Today  | [ 6 ]           |
| Cross Rhythms       | [ 7 ]           |
| Jesus Freak Hideout | ·               |
| Live Metal          | [ 10 ]          |
| Rolling Stone       | [ 11 ]          |
| Soul-Audio          | [ 12 ]          |
| Spin                | (4/10)          |
| Stereo Subversion   | [ 14 ]          |
| TuneLab Music       | [ 15 ]          |

When Angels & Serpents Dance — студийный альбом американской альтернативной рок-группы P.O.D., вышедший в 2008 году.

## Об альбоме
When Angels & Serpents Dance вышел 8 апреля 2008 года. Группа записывала его на Columbia Records с которой подписала договор 2 февраля 2007 года. 1 июня 2007 на фестивале Rockbox в Сан-Диего группа представила новую песню под названием «Condescending», 16 июня 2007 на Journeys Backyard BBQ tour P.O.D. представили песню под названием «Addicted», также был объявлено официальное название нового альбома.
4 августа 2007 года на Angel Stadium в Анахайме, Калифорния, на фестивале Harvest Crusade, фестивале на котором выступают христианские исполнители, имеющие нестандартное представления о христианстве, исполнили песню «I’ll Be Ready», которая в своем первоначальном варианте имела название «When Babylon Come For I,» перед многотысячной толпой. В этот день было зарегистрировано наибольшее количество зрителей за 3 дня фестиваля.

## Обложка
Ранним утром 10 декабря 2007 на официальном сайте P.O.D. была выложена обложка будущего альбома.

## Веб сайт
25 января 2008 песня «When Angels & Serpents Dance» стала доступна для свободного скачивания.

## Список композиций
| №   | Название                                                           | Длительность |
| --- | ------------------------------------------------------------------ | ------------ |
| 1.  | «Addicted»                                                         | 3:32         |
| 2.  | «Shine with Me»                                                    | 3:32         |
| 3.  | «Condescending»                                                    | 4:02         |
| 4.  | «It Can't Rain Everyday»                                           | 4:42         |
| 5.  | «Kaliforn-Eye-A» (при участии Майка Мьюира из Suicidal Tendencies) | 4:29         |
| 6.  | «I'll Be Ready» (при участии Cedella и Sharon Marley)              | 4:43         |
| 7.  | «End of the World»                                                 | 4:34         |
| 8.  | «This Ain't No Ordinary Love Song»                                 | 3:43         |
| 9.  | «God Forbid» (при участии Page Hamilton из группы Helmet)          | 3:55         |
| 10. | «Roman Empire»                                                     | 2:42         |
| 11. | «When Angels & Serpents Dance»                                     | 3:16         |
| 12. | «Tell Me Why»                                                      | 3:19         |
| 13. | «Rise Against»                                                     | 4:52         |

| №   | Название                 | Длительность |
| --- | ------------------------ | ------------ |
| 14. | «Don't Fake It» (iTunes) | 3:17         |